# 马德普拉
马德普拉（Madhepura），是印度比哈尔邦Madhepura县的一个城镇。总人口45015（2001年）。

## 人口
该地2001年总人口45015人，其中男性24813人，女性20202人；0—6岁人口6861人，其中男3624人，女3237人；识字率61.90%，其中男性为70.79%，女性为50.98%。